# Ricorda il mio nome
Ricorda il mio nome (Remember My Name) è un film statunitense del 1978 diretto da Alan Rudolph.

## Trama
Emily ha scontato una pena detentiva di 12 anni per aver investito l'amante di suo marito Neil. Quando viene rilasciata, si trasferisce in California dove è andato ad abitare Neil, operaio edile, che adesso ha una nuova moglie, Barbara. Emily vive in una stanza presa in affitto e viene assunta come commessa da Nudd, il figlio di una sua compagna di cella. I passi che Emily fa per reintegrarsi nella società sono solo apparenti: in balia di una rabbia repressa, comincia a molestare Neil e Barbara, con telefonate anonime e atti di vandalismo.